# Ghost Train (Thorpe Park)
Pour les articles homonymes, voir Ghost Train.
Ghost Train est un parcours scénique située à Thorpe Park dans le Surrey, en Angleterre. L'attraction intègre un simulateur, des effets spéciaux et multisensoriels, ainsi que des acteurs. L'action se déroule dans une gare hantée du milieu des années 1980 et se concentre principalement sur les passagers prenant le dernier train vers une crypte abandonnée. Il a ouvert pour la première fois en juillet 2016 sous le nom de Derren Brown's Ghost Train, puis a rouvert sous le nom de Derren Brown's Ghost Train: Rise Of The Demon en mars 2017. Le Ghost Train sous sa forme actuelle, sans le partenariat avec Derren Brown, a ouvert ses portes en mai 2023.

## Histoire

### Derren Brown's Ghost Train
Derren Brown's Ghost Train a été présenté pour la première fois le 8 juillet 2015, après trois ans de préparation. Le nom du projet était «WC16».
Merlin Magic Making, la division artistique de Merlin Entertainments, a conçu l'attraction en collaboration avec le mentaliste britannique Derren Brown et son équipe. L'expérience principale était la combinaison d'un simulateur et d'un parcours scénique construit par Simworx avec de la réalité virtuelle embarquée (produit par Figment Productions). Severn Lamb et Intamin ont conçu et réalisé le système de transport, tandis que Scruffy Dog a réalisé les éléments de décors. ImaScore est chargé de la musique.
Le projet dans son ensemble a été annoncé dans le Financial Times comme ayant un coût de 13 millions de livres sterling.
En prévision de la nouvelle attraction, Thorpe Park a lancé une promotion «Entrez pour un Bob», où 1 871 personnes pourraient acheter un billet pour le parc pour l'équivalent moderne d'un shilling à l'époque victorienne, ce qui équivaut à 5 pence. Le site Web a été publié plus tôt que prévu, ce qui a empêché de nombreuses personnes d'obtenir des billets. Le parc a proposé que ceux qui enregistreraient leur nom avant la fermeture du site Web soient inscrits à un tirage au sort, où 4 000 billets supplémentaires de 12 pence seraient attribués au hasard.
L'attraction devait initialement ouvrir le 6 mai 2016, comme annoncé sur les réseaux sociaux. Cependant, une semaine avant l'ouverture prévue de l'attraction, le parc a annoncé que l'attraction ne serait pas prête en raison de «certains effets qui ne fonctionnaient pas comme prévu» . Le 24 mai, l'ouverture de l'attraction est de nouveau retardée. Elle ouvre finalement le 18 juin 2016, en avant-première, et officiellement le 8 juillet.
L'attraction connait une réception mitigée. Les critiques se portent sur la réalité virtuelle, qui dès l'ouverture souffre de nombreux problèmes techniques: désynchronisation, absence de son, voire casques non-fonctionnels. Le scénario est aussi critiqué, car peu compris par les visiteurs. Par la suite, des critiques ont continué d'être émises à l'égard des nombreux effets non fonctionnels de l'attraction, comme par exemple la scène de crash du train.
Dès la saison suivante, l'attraction est modifiée à la suite des nombreuses critiques et rouvre sous le nom Derren Brown's Ghost Train : Rise of the Demon. Les casque de réalité virtuelle ainsi que le film diffusé sont modifiés pour plus de réalisme et de fiabilité. La scène finale est également modifiée.
Après la saison 2022, la réalité virtuelle et l'association avec Derren Brown ont été supprimées.

### Ghost Train
Ghost Train a été annoncé pour la première fois au public le mercredi 1er février 2023. L'attraction réinventée devait comporter un tout nouveau scénario, de nouveaux effets multisensoriels, la suppression de la réalité virtuelle et une expérience avec des acteurs.
Le mardi 2 mai, Thorpe Park a annoncé sur ses réseaux sociaux, son site internet et son application que le Ghost Train ouvrirait au public le vendredi 26 mai. L'annonce s'accompagnait d'un tout nouveau concept art montrant une partie de l'intérieur d'un vieux train sale du métro de Londres et la Grande Faucheuse debout à l'extérieur, derrière un cimetière.
Le mercredi 17 mai, Thorpe Park a annoncé une nouvelle restriction de taille minimale de 1,3 mètre au lieu de 1,4 mètre et a révélé un nouveau concept art.
L'avant-première a eu lieu le jeudi 25 mai et l'attraction été officiellement inaugurée comme prévu le vendredi 26 mai.
En raison du nombre d'acteurs sur lesquels l'attraction s'appuie, l'attraction ouvre à partir de midi chaque jour. À son ouverture, l'attraction a reçu des critiques mitigées.
Le dimanche 11 juin, Thorpe Park a annoncé qu'il fermerait le Ghost Train entre le 12 et le 15 juin pour des améliorations mineures. Il a rouvert avec les nouveaux changements le vendredi 16 juin.

## Expérience

### Derren Brown's Ghost Train(2016-2022)
Le scénario global de l'attraction repose sur le dégagement d'un mystérieux gaz à la suite d'une fracturation hydraulique, qui serait lié à une entité démoniaque et infecterait les individus. L'histoire est cependant difficile à comprendre lors de l'expérience elle-même.
Les visiteurs rejoignent la file d'attente pour l'attraction à l'extérieur du bâtiment, décoré comme un dépôt ferroviaire abandonné, avec de fausses affiches de protestation contre la fracturation hydraulique. De 2016 à 2018, des séances photos étaient disponibles dans la file d'attente.
Les invités entrent dans une salle sombre, où a lieu le pre-show. Il s'agit d'une projection de type fantôme de Pepper de Derren Brown en train de parler, alors qu'il fait une présentation sur le concept de la peur comme divertissement. Les invités se dirigent ensuite vers la salle de la gare principale où l'on peut voir un wagon de train du chemin de fer du Nord-Est de l'époque victorienne, comme suspendu au toit par des chaînes. En montant à bord du train, les invités pénètrent dans l'intérieur moderne d'une voiture du métro de Londres de 1995, animée par un personnel en uniforme. Les invités sont assis et portent des casques HTC Vive, tandis qu'une publicité pour une entreprise de fracturation hydraulique appelée «Sub Core» est diffusée en arrière-plan.
Le train se met en marche et le voyage commence. Les passagers regardent les événements à travers le casque de réalité virtuelle, avec des passagers du train évoquant les conséquences d'une catastrophe liée à la fracturation hydraulique. Les passagers du film en réalité virtuelle sont alors attaqués par un individu infecté. La particularité réside dans le fait que les scènes de réalité virtuelle différent selon les casques VR, chaque passager ayant alors potentiellement une expérience unique. À la suite d'un accident de train, les invités reçoivent l'ordre de quitter leur siège et d'évacuer.
Les passagers débarquent et marchent dans une station de métro abandonnée d'aujourd'hui, où l'extérieur du wagon est maintenant un train Stock moderne du métro de Londres de 1995. La scène suivante impliquait à l'origine des acteurs, un accident de train et un effet de projection sur un écran de fumée, avant que les invités ne soient ramenés dans le wagon. Cependant, cette scène a été remplacée par un labyrinthe stroboscopique en 2018.
Les passagers remettent les casques et le wagon semble à nouveau bouger. Cette deuxième séquence VR montre le train et ses passagers être attaqués par un démon. Les invités semblent tomber du train, plongeant à travers un énorme trou dans un enfer de feu et dans la bouche du démon. Occasionnellement, les acteurs présents dans le train pouvaient toucher les passagers afin d'augmenter l'effet de réalisme du film diffusé en VR.
À partir de la saison 2017 et de la version Derren Brown's Ghost Train: Rise of the Demon, la voix de Derren Brown se fait entendre indiquant que l'expérience est désormais terminée, seulement pour que le démon réapparaisse sous la forme d'un jumpscare. Les invités sont ensuite conduits dans une scène surprise avant d’entrer dans la boutique de souvenirs.

### Ghost Train(2023-présent)
Le système de conduite global reste le même que celui du Ghost Train de Derren Brown. Les clients font la queue devant l'entrée d'une gare ferroviaire britannique du milieu des années 1980 et entrent dans la salle d'attente où un bagagiste de Thorpe Rail leur demande de se tenir dans une zone désignée, suivi d'une annonce demandant aux clients d'éteindre leurs appareils. La séquence du pré-show est toujours constituée d'une projection de type fantôme de Pepper, mais désormais d'Angelis Mortis, le chef de gare, qui explique l'histoire derrière le voyage d'un groupe de croyants à Chapel Station - une gare qui a été abandonnée après que les croyants aient tenu une séance qui s'est terminée horriblement, les tuant tous. Angelis propose ensuite aux invités le choix de partir ou de prendre le dernier train. Les fenêtres de chaque côté de la pièce se ferment, une par une, scellant le sort des invités. Les invités sont ensuite envoyés au quai no 13 où le dernier train les attend. Les invités montent à bord du train et rencontrent Tripis et Thogs, deux conducteurs. Les invités prennent place et le train se met en marche.
Le voyage commence alors que Tripis et Thogs expliquent comment les croyants voulaient vivre éternellement et pourquoi Chapel Station est fermée. La séquence est ponctuée de bruits et d'éclairages sombres. Alors que l'intensité commence à monter, le train s'arrête brusquement devant la gare de Chapel, où les passagers débarquent.
Les passagers sortent dans la station Chapel, puis traversent un couloir faiblement éclairé avec des crânes sur les murs et du lierre suspendu au plafond. Ils entrent dans la chapelle Saint-Giles où Tripis et Thogs fournissent des informations sur cette dernière, les différents membres des croyants et ce qu'ils ont dit pour invoquer la mort. S'ensuit une séquence d'événements troublants où les deux conducteurs sont possédés par la mort, une goule vole au-dessus des visiteurs et les statues de la chapelle brillent et commencent à tourner. Les passagers sortent de la crypte en direction de la station Chapel tandis que les démons les suivent.
Les passagers sont ramenés dans le train par Tripis et Thogs pour la séquence suivante. Ils discutent de la crypte et de ce que veut le chef de gare. Tripis et Thogs sont de nouveau possédés et il s'ensuit une séquence mettant en scène des nonnes démoniaques, un éclairage UV et des effets de fumée aux côtés d'un éclairage stroboscopique.
Une annonce est diffusée dans les haut-parleurs demandant aux passagers de signaler toute activité suspecte à un membre du personnel. Les invités descendent du train et sortent dans la boutique de souvenirs et le Last Call Café. Lors de sa première année, les invités entraient dans une fausse boutique souvenirs après être descendus du train où se déroulait une scène finale surprise impliquant des acteurs, des éclairages stroboscopiques et de la fumée. Cependant, cette scène n'existe plus depuis 2024.